# باول ريتشارد توماس
باول ريتشارد توماس (بالفرنسية: Paul Richard Thomas)‏ هو مصور فرنسي، ولد في 1977.